# Brachinus conformis
Brachinus conformis är en skalbaggsart som beskrevs av Pierre François Marie Auguste Dejean. Brachinus conformis ingår i släktet Brachinus och familjen jordlöpare. Inga underarter finns listade i Catalogue of Life.